# Интерлагос
Автодром имени Жозе Карлуса Пасе (порт. Autódromo José Carlos Pace, до 1985 года — порт. Autódromo Interlagos, Интерлагос («между озёр»)) — автогоночная трасса в Сан-Паулу, Бразилия. Место проведения Гран-при Бразилии и Гран-при Сан-Паулу Формулы-1.

## Характеристики трассы
Расположен в Интерлагосе, южном пригороде города Сан-Паулу, между озёр Гуарапиранья и Биллингс, между улицами Avenida Interlagos, Avenida do Jangadeiro и Avenida Jacinto Julio.
Длина круга 4,309 км; занимаемая площадь 923 тыс. кв. м., вместимость стационарных трибун 30 000 чел., дополнительных — ещё до 90 000, количество боксов — 24. Отличается комбинацией скоростных внешних прямых и медленных внутренних поворотов, что создаёт дилемму при выборе настроек гоночного автомобиля. Расположен на высоте около 750 метров над уровнем моря, низкое атмосферное давление влияет на мощность атмосферных двигателей и аэродинамику. До перекладки асфальта в 2007 году имел крайне кочковатое покрытие. До 2004 года Гран-при на этой трассе проводился весной, с 2004 года — в конце чемпионата, при этом в пяти случаях по его итогам становилось известным имя чемпиона. После полной перекладки асфальта в 2024 году в преддверии Гран-при Сан-Паулу, автодром тем не менее оставался кочковатым.
- В 2007 году подписан контракт на проведение Гран-при до 2014 года включительно, с возможностью опциона на 2015[источник не указан 257 дней]
- Движение против часовой стрелки
- 15 поворотов (10 левых, 5 правых)
- Длина 4309 м (по центральной линии)
- Дистанция гонки: 71 круг, 305,879 км
- Продолжительность гонки: около 1 ч. 35 мин.
- Рекорд круга в гонке: 1:11,010, Серхио Перес, Red Bull Racing, 2021 год, 71-й круг
- Абсолютный рекорд круга: 1:09,822, Рубенс Баррикелло, Ferrari, 2004 год, первая часть квалификации[2].
- Рекорд скорости: 349,5 км/ч, Фелипе Масса, Williams Martini Racing, 2015 год, третий сегмент квалификации, заме́р на финишной линии[3]
- Быстрейший пит-стоп 2010 года: 20,396 c, Льюис Хэмилтон, McLaren, 2011 год, 33-й круг[уточнить][источник не указан 257 дней]
- Среднее время на пит-стопе в 2010—2011 г.: 21,8 с[источник не указан 257 дней]
- Максимальная перегрузка: 5,0 G (боковая, в поворотах Ferradura и Laranjinha)[источник не указан 257 дней]
- Расход топлива на круг: 1,9—2,0 кг[источник не указан 257 дней]
- Влияние 10 кг топлива на время круга: +0,3 с[4].
- Газ полностью открыт 62—64 % круга[источник не указан 257 дней]
- Начиная с выхода из 13 поворота педаль газа нажата на протяжении 15,9 секунд подряд[источник не указан 257 дней]
- Линия старта находится в 60 м впереди линии финиша
- Самая длинная прямая: 1394 м[5].
- Самый длинный разгон: ок. 1200 м[6].
- Максимальная скорость: 315—340 км/ч
- Газ не используется 13 % круга[источник не указан 257 дней]
- Используется высокий уровень прижимной силы и средний уровень охлаждения[источник не указан 257 дней]
- Около 39 переключений передач за круг[источник не указан 257 дней]
- Длина пит-лейн: 385 м[источник не указан 257 дней]
- Вероятность появления автомобиля безопасности: 70—90 %[уточнить][источник не указан 257 дней]
- Вместимость трибун: 30 000 стационарных мест, 50 000 временных[источник не указан 257 дней]
- Количество боксов — 23[источник не указан 257 дней]
- Длина стартовой прямой: 450 м[источник не указан 257 дней]
- Общая площадь комплекса 92,3 га[источник не указан 257 дней]

Названия поворотов и прямых:
- 1—2 — S do Senna;
- 3 — Curva do Sol (Солнечный поворот);
- Прямая между 3 и 4 поворотом — Reta Oposta (Обратная прямая);
- Сегмент между 4 и 5 поворотом — Des cida do Lago;
- 6 — Ferra Dura;
- 9 — Pinheirinho;
- 12 — Mergulho;
- 13 — Juncao (Перекрёсток);
- Прямая от 13 до 15 поворотов — Subida dos Boxes (Поворот перед боксами);
- 14 — Curvo do Cafe;
- 15 — Arquibancadas.

## История

### История Интерлагоса
История Интерлагоса начинается в 1908 году, когда южнее Сан-Паулу была построена плотина на реке Гуарапиранья и создано одноимённое водохранилище, предназначенное для снабжения города питьевой водой. Вместе с построенным на 20 лет позже водохранилищем Биллингс, на котором находилась ГЭС, они образовали район, который сегодня называется Интерлагос. Начиная с 1920 года, в связи с бурным расширением Сан-Паулу (в течение многих десятилетий прирост населения составлял 20 % в год), эта площадь была предназначена для жилищного строительства; однако, земля непосредственно в том месте, где сейчас расположена трасса, оказалась для этого неудобной, там планировалось устроить рекреационную зону. В 1926 году район был куплен англичанином карибского происхождения Луисом Ромеро Сансоном, руководителем компании по строительству автострад «S/A Derrom-Sanson». Сансон планировал начать с прокладки автомагистрали от Сан-Паулу до Санто-Амаро (сегодня это Авенида Вашингтон Луис), продавать и застраивать участки вдоль неё и в конце концов застроить весь район, создать огромный комплекс, который иногда даже называли городом-спутником Сан-Паулу — жилые кварталы, дороги, парки, отели, учреждения, аэродром, ну и, между прочим, спортивный комплекс с автодромом. Разработкой проектов занимался нанятый в 1936 году французский градостроитель Альфред Агаше, ранее работавший над планировкой Интерлакена в Швейцарии. Но в 1929 году по этим планам ударили сначала Великая Депрессия, а затем переворот 1930 года и революция 1932 года в Сан-Паулу.
Что касается названия «Интерлагос», то оно сформировалось примерно во второй половине 1930-х. Собственно, по-португальски «Между озёрами» будет «Entre lagos». Агаче предлагал назвать новый район «Intralagos», но в итоге дочь Сансона мисс Джин выбрала слово «Интерлагос»: она считала, что оно музыкальнее. Датой основания Интерлагоса считается первое упоминание о нём в прессе — 27 августа 1938 года.

### Предыстория и предпосылки создания трассы
Тем временем в Бразилии набирал популярность автоспорт. Первая международная гонка, «Гран-при Рио-де-Жанейро», состоялась 8 октября 1933 года на трассе Гавея в Рио. Победил в этой гонке Мануэль де Теффе на Alfa Romeo. Гран-при Рио-де-Жанейро проходил на этой трассе ежегодно до 1938 года и в дальнейшем, с небольшими промежутками, до 1954 года.
Сан-Паулу также желал провести у себя гонку, и в 1936 году, спустя месяц после четвёртого Гран-при Рио-де-Жанейро, по улицам города был проведён первый «Гран-при Сан-Паулу». Победителем стал Карло Пинтакуда на Alfa Romeo Scuderia Ferrari. На финишной прямой гонки в результате столкновения с Мануэлем де Теффе в борьбе за 3 место мадемуазель Элле Нис вылетела в толпу зрителей, при этом было убито 4 человека и ранено 37 (большинство из них пострадало в охваченной паникой толпе).
После этого властям стало понятно, что если они хотят проводить гонки, то делать это следует только в специально предназначенном для этого месте, и президент автоклуба Бразилии Эсебио де Квейрос Маттоцо призвал Луиса Сансона вновь заняться проектом трассы.

### Открытие трассы
Длина кольца составляла 7963 м. Место было весьма удобным, в природной впадине, позволяющей зрителям охватывать взглядом всю трассу. Перед постройкой трека Сансон совершил поездку в Европу и США, в ходе которой ознакомился с трассами в Индианаполисе, Бруклендсе и Монтони (Monthony). Спортивный комплекс, по плану, включал в себя не только автодром, но и огромный стадион, бассейн, теннисные корты, два ресторана и парковку на 10 000 мест. Качество произведённых работ было настолько высоким, что первый значительный ремонт был произведён только в 1969 году.
Работы начались в 1938 году, полотно было готово в апреле 1939, когда его впервые протестировали несколько пилотов во главе с Мануэлем де Теффе, но строительство второстепенных объектов из-за дефицита финансирования затянулось до 1940. Открытие планировалось сначала на 19 ноября 1939 года, затем на 25 января 1940 (в день города Сан-Паулу), но в очередной раз помешали дожди, и в итоге трек был открыт 12 мая 1940 года полномочным представителем президента Бразилии в Юго-Восточном федеральном округе Адемаром Перейра де Барросом.

### История изменений
В 1957 году на автодроме началась реконструкция, целью которой было создать на месте одного длинного трека два более коротких — высокоскоростной и более медленный комбинированный.
В 1960-х годах инфраструктура трассы уже не соответствовала предъявляемым требованиям — на Интерлагосе не было устойчивого электропитания, туалетов, дренажной системы. В 1967 году трасса была закрыта для проведения капитального ремонта, но средства из муниципалитета были выделены только в 1969, и ремонт закончился в феврале 1970 года. Тогда же успехи Эмерсона Фиттипальди на международной арене сподвигли автоклуб Бразилии на принятие решения о проведении Гран-при Формулы-1. Интерлагос вновь был закрыт, приспособлен для требований международных гонок (были построены ограждения боксов, система водоотведения, маршальские посты и четырёхэтажное здание автодрома), и открыт 31 октября 1971 года в той же, ещё довоенной, конфигурации, длиной 7,963 км.
О названиях поворотов старого Интерлагоса существует несколько легенд:
- Curva 1 e Curva 2 (Первый и Второй повороты). Они так и не получили имён, но говорили, что они отделяют мальчиков от мужчин, так как их было очень трудно пройти на полном газу, даже если бы вокруг поворотов не росли огромные эвкалиптовые деревья.
- Curva do Sol (Поворот Солнца). Когда пилот приближался к этому повороту, он нырял в глубокую тень, отбрасываемую откосом, а выходя из поворота, он вновь освещался солнцем.
- Curva do Sargento (Поворот Сержанта). Говорят, что после одной из гонок один из присутствовавших полицейских захотел испытать трассу на своей машине. Он домчался до этого поворота, где его развернуло; он вернулся, попытался ещё раз и прошёл.
- Curva do Laranja (Поворот Апельсина). Нет, здесь не росло апельсиновое дерево; просто траектория в нём была сложной, и всегда в нём ошибались молодые, неопытные пилоты, которых называли «апельсинами».
- Curva da Ferradura (Поворот Подковы). Назван так просто за свою подковообразную форму.
- Curva do Pinheirinho (Поворот Сосны). На выходе из поворота росла сосна, вечно иссечённая вылетавшими автомобилями.
- Curva Bico de Pato (Поворот Утиного Клюва). Назван так за свою форму.
- Curva da Juncao (Поворот Перекрёстка). Здесь, перед подъёмом наверх, сходятся все конфигурации трассы.

В таком виде автодром принимал Гран-при до 1980 года, когда жалобы пилотов на кочковатое покрытие и несоответствие кольца нормам безопасности в совокупности с нежеланием муниципалитета Сан-Паулу вкладывать деньги в новую реконструкцию привели к переходу Формулы-1 на трассу Жакарепагуа в Рио-де-Жанейро.
В 1985 году трасса была переименована из «Autodromo Interlagos» в «Autodromo Jose Carlos Pace», в честь Карлуса Пасе, погибшего в авиакатастрофе в 1977 году. Последняя гонка на исторической конфигурации трассы была проведена в 1989 году.
Затем трассу было решено реконструировать для проведения Гран-при Формулы-1. Инженером Фрэнсисом Роузом был предложен проект длиной 4800 м, сохраняющий историческую конфигурацию и внешнее кольцо, но он не получил одобрения FOCA. Руководителем перестройки стал архитектор Карлос Роберто Монтанье, Интерлагос был укорочен до 4309 м, построены новые боксы, пресс-центр, башня управления и медицинский центр. При активном участии Айртона Сенны был разработан профиль первых двух поворотов, ныне носящих его имя. Старый асфальт не был снят и существует до сих пор, хотя и не используется.
Большое изменение Интерлагоса произошло в 2007 году, когда за 5 месяцев был переложен весь асфальт, изменён въезд на пит-лейн и построена новая главная трибуна. Реконструкция трассы являлась главным требованием для подписания очередного контракта на проведение Гран-при. В 2010 году внешний барьер в повороте Curvo do Cafe был заменён на особое препятствие из мягкого материала.
В 2012 году планируется перестроить комплекс боксов.
Перед Гран-при Сан-Паулу 2024 года на трассе был полностью переложен асфальт, но трасса оставалась кочковатой.
- 1973 год
- 1979 год
- 1990 год
- Последняя версия трассы

## Гоночная история

### Первые гонки, 1940—1946 гг.
В день открытия трассы, 12 мая 1940 года, состоялись две гонки: сначала «1 мотоциклетный Гран-при Сан-Паулу» (1o Premio Motociclistico Sao Paulo) и спустя час, в 14:30, «Гран-при Сан-Паулу» (Grande Premio Sao Paulo), он же «I Гран-при Интерлагоса». Эта гонка проводилась по правилам т. н. «свободной» формулы, на старт заявилось 45 участников, но 15 из них не были допущены по техническим, медицинским и спортивным причинам. Стартовал с поула, показал лучший круг и победил в нём Артур Насименто-младший, на 3,8-литровой Alfa Romeo 8C-35. Несмотря на то, что множество объектов ещё не было достроено, зрители утопали в грязи, а вход на автодром представлял собой деревянную калитку с будкой билетёра, гонку посетило более 15 000 зрителей.
В 1941 году была проведена гонка под названием «I Гран-при Сан-Паулу» (а ненумерованные «Гран-при Сан-Паулу» уже проводились в 1936 и 1940 годах), выиграл её Чико Ланди на Alfa Romeo. Гонки на Интерлагосе проводились и во время Второй мировой войны, имеются данные о гонках на приз губернатора Фердинандо Коста в 1941, 1943, 1944 и 1945 годах. С 1943 по 1945 годы, в связи с ограничением потребления топлива в Бразилии, они проводились на кузовных автомобилях, оснащённых газогенными системами.
| Год  | Пилот                   | Конструктор | Отчёт |
| ---- | ----------------------- | ----------- | ----- |
| 1940 | Артур Насименто-младший | Alfa Romeo  | Отчёт |
| 1941 | Чико Ланди              | Alfa Romeo  | Отчёт |

### Гонки «Темпорада» и других серий, 1947—1970 гг.
В 1946 году диктатор Аргентины генерал Хуан Перон задумал масштабное развитие автоспорта в своей стране. Автомобильным клубом Аргентины была организована гоночная серия «Темпорада» (слово так и переводится — «серия»). Особенностью были проведение гонок с декабря по март, свободная формула (то есть на старт допускались любые машины) и впечатляющие стартовые премии: денег, получаемых за выход на старт, с лихвой хватало на дорогу из Европы и обратно, поэтому состав участников был весьма представительным. Одна из гонок этой серии и прошла в 1947 году на Интерлагосе под названием «II Гран-при Интерлагоса» (II Grande Premio de Interlagos); это была первая по-настоящему международная гонка на Интерлагосе, с сильным составом участников. Участвовали в ней Alfa Romeo, Maserati и MG, финишировали только 3 участника (кочковатый асфальт, высокогорье и летняя тропическая жара всегда были убийцами автомобилей), победителем стал Акилле Варци на Alfa Romeo 308. В этой гонке также был открыт счёт смертям на Интерлагосе: на Alfa Romeo Луиджи Виллорези лопнула шина, он вылетел с трассы, ранив несколько человек, одного из них — смертельно.
Гонки серии «Темпорада» проводились на Интерлагосе до конца своего существования, 1952 года, побеждали в этих Гран-при Чико Ланди, Луиджи Виллорези, Франсиско Кредентино, Хуан Мануэль Фанхио.
| Год  | Пилот                | Конструктор | Отчёт |
| ---- | -------------------- | ----------- | ----- |
| 1947 | Акилле Варци         | Alfa Romeo  | Отчёт |
| 1948 | Чико Ланди           | Alfa Romeo  | Отчёт |
| 1949 | Луиджи Виллорези     | Maserati    | Отчёт |
| 1950 | Франсиско Кредентино | Maserati    | Отчёт |
| 1951 | Чико Ланди           | Ferrari     | Отчёт |
| 1952 | Хуан Мануэль Фанхио  | Ferrari     | Отчёт |

Помимо этого, Интерлагос служил ареной многих автогонок, в том числе класса «Гран-при», с самыми разнообразными названиями: «Приз Мотоклуба», «Гран-при города Сан-Паулу», «Приз спортивной хроники», «Приз Сильвио Падильи», «Приз Автоклуба Бразилии», «Приз Святой Лучии», «Приз Джона Кеннеди» и прочими. В них блистал бразильский герой 1940—50х, Чико Ланди. В 1951 году была проведена первая гонка 24-часовая гонка; впоследствии 24-, 12-, 6- и 3-часовые гонки проводились почти ежегодно, наряду с 1000-, 500-мильными, 1000-, 500- и 250-километровыми. В 1954 году, в честь столетия Сан-Паулу, Луис Сансон за символическую плату продал автодром муниципалитету. На трассе был организован «Гран-при города Сан-Паулу» (GP Cidade de Sao Paulo), победил в котором Эммануэль де Граффенрид на Maserati. В 1956 году на нём впервые была проведена гонка «Мил Милас»(Mil Milhas Brasileiras) — своеобразный аналог «24 часов Ле-Мана», тысячемильная гонка на спортпрототипах, в 2007 году вошедшая в календарь Le Man Series и существующая по сей день. Её создали Элой Гальяно и Вильсон Фиттипальди-старший, отец братьев Фиттипальди, вдохновлённые итальянской «Mille Miglia».
Однако, в 1960-х спортивная активность на Интерлагосе несколько снизилась. После ремонта 1969 года на трассе была проведена гонка «Формулы-Форд», которую выиграл Эмерсон Фиттипальди, после чего автодром вновь был закрыт и открылся в 1971 году.

### Гонки Гран-при чемпионата мира, 1971—1980 гг.
В первой гонке на обновлённой трассе, проведённой в классе Формула-2 и входившей в зачёт чемпионата Бразилии, поул занял старший брат Фиттипальди, Вильсон, а победил Эмерсон за рулём Lotus 69, на 0,234 опередив Ронни Петерсона. Через неделю состоялась вторая гонка Формулы-2; а 30 марта 1972 года был проведён Гран-при, первый в истории «Гран-при Бразилии».
Было заявлено 12 участников, все звезды международного уровня — братья Фиттипальди, Карлуc Пасе, Хельмут Марко, Анри Пескароло, Питер Гетин, Жан-Пьер Бельтуаз, в составе команд Brabham, March, BRM, Lotus и Williams. Поул занял Эмерсон Фиттипальди, он же лидировал, показав лучший круг; но на 33 круге из 37 сошёл, и победу отпраздновал Карлос Ройтеман. Эта гонка стала первой в истории, организованной и проведённой только командами F1CA, возглавляемой Экклстоуном, без участия других команд и CSI, и первой, когда команды заключили договор с телевидением.
С 1973 года Гран-при Бразилии был включён в состав чемпионата мира Формулы-1, и дальнейшую историю проведённых Гран-при можно узнать из соответствующих статей.
Розовым цветом отмечены гонки, не являющиеся этапами чемпионата мира в классе Формула-1.
| Год  | Пилот               | Конструктор  | Отчёт |
| ---- | ------------------- | ------------ | ----- |
| 1972 | Карлос Ройтеман     | Brabham-Ford | Отчёт |
| 1973 | Эмерсон Фиттипальди | Lotus-Ford   | Отчёт |
| 1974 | Эмерсон Фиттипальди | McLaren-Ford | Отчёт |
| 1975 | Карлус Пасе         | Brabham-Ford | Отчёт |
| 1976 | Ники Лауда          | Ferrari      | Отчёт |
| 1977 | Карлос Ройтеман     | Ferrari      | Отчёт |
| 1979 | Жак Лаффит          | Ligier-Ford  | Отчёт |
| 1980 | Рене Арну           | Renault      | Отчёт |

1980 год стал последним для старой, 7,873-км конфигурации Интерлагоса и последним Гран-при на трассе длиной более 7 км. Некоторые пилоты, в том числе Джоди Шектер и Алан Джонс, протестовали против проведения гонки, так как автомобили того времени, использовавшие граунд-эффект, имели очень жёсткую подвеску, а Интерлагос отличался кочковатым покрытием. Кроме того, не было зон безопасности, вокруг полотна имелись канавы, теоретически можно было вылететь и в озеро. Правительство же Сан-Паулу больше не хотело вкладывать средства в новую реконструкцию. Как бы то ни было, гонка была проведена, но с 1980 года Гран-при Бразилии проводился в Рио-де-Жанейро.
На Интерлагосе, тем не менее, продолжали проводиться местные гонки, наиболее значимой из которых была «Мил Милас».

### Гонки Формулы-1 с 1990 г.
Формула-1 вернулась на Интерлагос в 1990 году: сыграли свою роль и истощённые финансовые возможности Рио, и то, что Сан-Паулу был родиной «живого солнца» Формулы-1 Айртона Сенны. Глава Сан-Паулу Луиза Эрундина и президент автоклуба Бразилии Пьеро Гансиа объединили свои усилия и добились реконструкции Интерлагоса и включения его в чемпионат 1990 года.
| Год  | Пилот               | Конструктор      | Отчёт |
| ---- | ------------------- | ---------------- | ----- |
| 1990 | Ален Прост          | Ferrari          | Отчёт |
| 1991 | Айртон Сенна        | McLaren-Honda    | Отчёт |
| 1992 | Найджел Мэнселл     | Williams-Renault | Отчёт |
| 1993 | Айртон Сенна        | McLaren-Ford     | Отчёт |
| 1994 | Михаэль Шумахер     | Benetton-Ford    | Отчёт |
| 1995 | Михаэль Шумахер     | Benetton-Renault | Отчёт |
| 1996 | Деймон Хилл         | Williams-Renault | Отчёт |
| 1997 | Жак Вильнёв         | Williams-Renault | Отчёт |
| 1998 | Мика Хаккинен       | McLaren-Mercedes | Отчёт |
| 1999 | Мика Хаккинен       | McLaren-Mercedes | Отчёт |
| 2000 | Михаэль Шумахер     | Ferrari          | Отчёт |
| 2001 | Дэвид Култхард      | McLaren-Mercedes | Отчёт |
| 2002 | Михаэль Шумахер     | Ferrari          | Отчёт |
| 2003 | Джанкарло Физикелла | Jordan-Ford      | Отчёт |
| 2004 | Хуан Пабло Монтойя  | Williams-BMW     | Отчёт |
| 2005 | Хуан Пабло Монтойя  | McLaren-Mercedes | Отчёт |
| 2006 | Фелипе Масса        | Ferrari          | Отчёт |
| 2007 | Кими Райкконен      | Ferrari          | Отчёт |
| 2008 | Фелипе Масса        | Ferrari          | Отчёт |
| 2009 | Марк Уэббер         | Red Bull Racing  | Отчёт |
| 2010 | Себастьян Феттель   | Red Bull Racing  | Отчёт |
| 2011 | Марк Уэббер         | Red Bull Racing  | Отчёт |
| 2012 | Дженсон Баттон      | McLaren-Mercedes | Отчёт |
| 2013 | Себастьян Феттель   | Red Bull Racing  | Отчёт |
| 2014 | Нико Росберг        | Mercedes         | Отчёт |
| 2015 | Нико Росберг        | Mercedes         | Отчёт |
| 2016 | Льюис Хэмилтон      | Mercedes         | Отчёт |
| 2017 | Себастьян Феттель   | Ferrari          | Отчёт |
| 2018 | Льюис Хэмилтон      | Mercedes         | Отчёт |
| 2019 | Макс Ферстаппен     | Red Bull Racing  | Отчёт |

## Интерлагос сегодня
Сейчас Интерлагос — это 923 000 кв. м. площади, 4309 м длины, 23 бокса по 216 кв. м., пресс-центр в 645 кв. м., общий зал в 420 кв. м. и паддок площадью 3960 кв. м. Трибуны рассчитаны на 30 000 зрителей; но имеются также сборно-разборные конструкции, которые устанавливаются в случае надобности. Для зрителей имеются 38 туалетов и 2 буфета. В 2007 году к автодрому была проложена ветка городского метрополитена. В 1999 году один из своих концертов здесь сыграла группа «Kiss». В 2009 году одно из своих крупнейших выступлений провела группа «Iron Maiden».
Кроме того, он по-прежнему представляет собой крупный спортивный центр. На его территории действуют муниципальные (бесплатные) секции картинга, велоспорта, футбола, волейбола, тенниса, гимнастики, легкой атлетики, бодибилдинга, фитнеса и пр.; школа подготовки специалистов машиностроения; школа обучения вождению и школа контраварийного вождения; кружки авто- и судомоделизма; имеется картинговая трасса (имени Айртона Сенны) и внедорожный трек. Любой желающий каждую среду или четверг за 120 долларов (плюс отдельные деньги за обучение, скорую медицинскую помощь, использование помещений и пр.) может покататься по трассе на формульном болиде, кузовном автомобиле, мотоцикле или велосипеде. 12 мая 2010 года Интерлагос отпраздновал своё 70-летие.
Но, несмотря на замечательную конфигурацию и любовь гонщиков и зрителей, с точки зрения инфраструктуры Интерлагос являет собой удручающее зрелище. Берни Экклстоун не раз называл его худшей трассой календаря; фактически, префектуре Сан-Паулу раз за разом предъявляются ультиматумы с требованиями реконструкции. Интерлагос до сих пор имеет всего 23 бокса (меньше, чем любая другая трасса календаря, в том числе Монако), из которых два занимает FIA, один — шинная компания, а каждой команде остаётся по одному боксу на две машины. В 2010 году, когда «Феррари» была лишена привилегии занимать сразу два бокса, в команде собрали пресс-конференцию, в ходе которой журналисты увидели, что в одной комнате площадью 40 кв.м., с одним окном, вынуждены работать 80 человек. Только в 2011 году на трассу был проведён оптоволоконный кабель, который должен решить проблему с Интернетом.

### Безопасность Интерлагоса
В последние годы участились случаи серьёзных аварий на Интерлагосе. Большинство из них произошло в 14 повороте трассы, имеющем название Curvo do Cafe. Это слепой скоростной поворот, находящийся на вершине холма и выводящий на стартовую прямую. Болиды Формулы-1 проходят его на полном газу на скорости около 290 км/ч, но они обладают мощной прижимной силой, а вот кузовные машины должны сбрасывать скорость. Особенную опасность этот поворот представлял для мотогонщиков, поэтому ещё в 1992 году в нём была построена специальная шикана. Поворот не имеет зоны безопасности: там, где она должна находиться, стоит стационарная трибуна (Трибуна А, самая популярная из всех, поскольку она позволяет видеть с обрыва практически всю трассу), а сзади трибуны находится Авенида Интерлагос — оживлённая шестиполосная улица.
- 11 апреля 1999 года, во время Гран-при Бразилии, Стефан Сарразан разбил машину в повороте Curvo do Cafe.
- 6 апреля 2003 года, на 54 круге Гран-при Бразилии, Марк Веббер разбил машину в повороте Curvo do Cafe. Вслед за ним в том же месте разбил болид Фернандо Алонсо, после чего гонка была остановлена.
- 22 октября 2006 года, на 1 круге Гран-при Бразилии, Нико Росберг, лишённый переднего антикрыла, вылетел в том же повороте.
- 9 декабря 2007 года, на шестом круге гонки серии Brazilian Stock Car Light, контакт между двумя пилотами привёл к массовой аварии в повороте в повороте Curvo do Cafe. Машина гонщика Рафаэля Сперафико, врезавшись в соперника, отлетела в барьер из покрышек на выходе из поворота, а затем отрикошетила обратно на трассу, где оказалась на пути машины Ренато Руссо. Удар на скорости около 200 км/ч пришёлся прямо в водительскую дверь, обе машины были практически уничтожены. Оба гонщика получили серьёзные черепно-мозговые травмы и были доставлены в реанимацию, но если Руссо впоследствии удалось вылечить, то Сперафико получил травмы, не совместимые с жизнью. Его смерть была зафиксирована в госпитале, через 40 минут после происшествия.

После этого случая на трассе были проведены исследовательские работы, и в 2010 году поворот Curvo do Cafe был модернизирован. Трибуна, стоящая снаружи поворота, была перестроена, и на освободившемся пространстве была устроена небольшая зона безопасности. Она была закрыта особым, так называемым «мягким», барьером, длиной 225 м, состоящим из металлической оболочки и синтетического наполнителя. Предполагалось, что барьер поглотит энергию удара, и пилот вылетит в зону безопасности, а его возвращение на трассу практически исключено.
- 25 февраля 2011 года фотограф Жао Лисбоа, ученик местной школы гоночного мастерства, пилотируя спортивный мотоцикл, вылетел в повороте Curvo do Cafe. Мотоцикл загорелся, а пилот получил многочисленные физические повреждения, потерял много крови и, несмотря на своевременную медицинскую помощь, умер от остановки сердца[25].

- 3 апреля 2011, во время гонки Кубка Монтана, в дождевых условиях, Густаво Сондерманн потерял управление в повороте Curvo do Cafe и вылетел в стену, защищённую «мягким» барьером. Однако, его машину отбросило на трассу, и она оказалась прямо на пути Педро Боезела. Педро почти не пострадал, а Густаво с тяжёлыми черепно-мозговыми травмами был госпитализирован, удалось восстановить кровообращение и искусственную вентиляцию лёгких, но смерть мозга наступила ещё до его прибытия в медицинский центр[26].

Проведённое расследование оставило больше вопросов, чем ответов: «мягкий» барьер не предотвратил вылет машины на трассу, система HANS не спасла пилота от перелома основания черепа, а дождевые шины, установленные на машину, были перепутаны местами, поэтому они не отводили, а, наоборот, собирали воду в пятне контакта. Временно все обгоны в этом повороте были запрещены, постоянно действовал режим жёлтых флагов, а администрация трассы вновь взялась за повышение безопасности в повороте.
- 17 апреля, во время гонки серии Stock Paulista, 67-летний гонщик и бизнесмен Пауло Кунце вылетел в повороте Curvo do Sol, врезался в барьеры и несколько раз перевернулся, двигаясь вдоль Рета Опоста. Трубчатый каркас безопасности нанёс престарелому пилоту черепно-мозговые травмы, и несмотря на проведённую на следующий день операцию, Пауло впал в кому и скончался 20 апреля.

В июле 2011 года начались работы по расширению и перепрофилированию шиканы перед Curvo do Cafe (предназначенной для Moto GP), чтобы она могла быть использована и в гонках кузовных автомобилей. К середине июля стало ясно, что инженерами муниципальной фирмы SPTuris допущена грубая ошибка, и конфигурация входа в поворот перепутана с конфигурацией выхода. Вход в шикану был сделан значительно резче, чем выход, что заставило бы пилотов машин Stock Car практически полностью остановиться, а затем вновь стартовать вверх по склону холма. Собравшаяся комиссия признала это опасным и невозможным, работа была забракована, главный инженер Артемис де Оливейра уволен, а компания переделала шикану заново за свой счёт.
- Наконец, 8 июля 2011 года на тренировке серии Moto 1000 GP мотогонщик Ренан Алвес вылетел в первом повороте трассы и врезался в ограждения. Получив многочисленные переломы, в том числе перелом шеи, он был госпитализирован и провёл в коме 5 недель, прежде чем смог вернуться в сознание[28].

## Другие источники
- История трассы Интерлагос на официальном сайте Гран-при Бразилии (порт./англ.)
- История трассы Интерлагос (порт.)
- Подборка исторических фотографий, посвященная 70-летию Интерлагоса
- Метеорадар